# Арне Слот
Аренд Мартајн Слот (хол. Arend Martijn Slot; Бергентхајм, 17. септембар 1978), познат по надимку Арне (хол. Arne), холандски је фудбалски тренер и бивши фудбалер. Тренутно је тренер Ливерпула.
Током играчке каријере је наступао у везном реду. Играо је за Зволе, НАК из Бреде и Спарту из Ротердама. Тренерску каријеру је започео у академији Зволеа. Потом је био помоћник у Камбуру да би касније постао главни тренер тог клуба. Године 2017. именован је за помоћног тренера АЗ-а из Алкмара а две године касније проглашен је за главног тренера клуба. Највеће успехе као тренер остварио је у Фајенорду у коме је био тренер од 2021. до 2024. Клуб је одвео у финале УЕФА Лиге конференције 2022, а такође је с клубом освојио Ередивизију и Куп Холандије. Тренер је Ливерпула од 2024.

## Тренерска статистика
Ажурирано 26. фебруара 2025.
| Екипа    | Датум доласка     | Датум одласка     | Учинак | Учинак | Учинак | Учинак | Учинак | Учинак | Учинак | Учинак | Извор |
| Екипа    | Датум доласка     | Датум одласка     | ОУ     | П      | Н      | И      | ДГ     | ПГ     | ГР     | П %    | Извор |
| -------- | ----------------- | ----------------- | ------ | ------ | ------ | ------ | ------ | ------ | ------ | ------ | ----- |
| Камбур   | 15. октобар 2016. | 30. јун 2017.     | 34     | 21     | 6      | 7      | 75     | 31     | +44    | 061,76 | [ 1 ] |
| АЗ       | 1. јул 2019.      | 5. децембар 2020. | 58     | 32     | 16     | 10     | 118    | 52     | +66    | 055,17 | [ 2 ] |
| Фајенорд | 1. јул 2021.      | 31. мај 2024.     | 150    | 98     | 29     | 23     | 344    | 150    | +194   | 065,33 | [ 3 ] |
| Ливерпул | 1. јун 2024.      |                   | 43     | 32     | 7      | 4      | 101    | 37     | +64    | 074,42 | [ 4 ] |
| Укупно   | Укупно            | Укупно            | 285    | 183    | 58     | 44     | 638    | 270    | +368   | 064,21 | —     |

## Успеси

### Играчки
Зволе
- Друга лига Холандије: 2001/02, 2011/12.

### Тренерски
Фајенорд
- Ередивизија: 2022/23.[5]
- Куп Холандије: 2023/24.[6]
- Лига конференције: финалиста 2021/22.[7]

Ливерпул
- Премијер лига: 2024/25.

Појединачни
- Награда Ринус Михелс: 2021/22, 2022/23.
- Менаџер месеца Премијер лиге: новембар 2024.